# Giada Grisetti
Giada Grisetti (Giubiasco, 5 maggio 2000) è una ginnasta svizzera naturalizzata italiana.

## Biografia
È nata in Svizzera dove ha iniziato a praticare ginnastica insieme a sua sorella minore Emma, allenata da Monia Marazzi, di origini italiane. Giada successivamente si trasferì in Italia, insieme alla sorella Emma e a Caterina Cereghetti, per seguire la sua allenatrice che nel frattempo aveva aperto il Centro Sport Bollate.

## Carriera

### 2013: Trofeo Città di Jesolo
Partecipa al trofeo città di Jesolo con la nazionale svizzera juniores.

### 2014: gli esordi, europei di Sofia, Massilia Cup
Esordisce con la nazionale svizzera in un incontro amichevole a Monaco in preparazione agli europei di Sofia dello stesso anno, compete solo su tre attrezzi (parallele, trave e corpo libero), contribuendo al quarto posto di squadra.
Viene poi convocata per gli europei di Sofia, la nazionale junior svizzera finisce in ottava posizione, e si qualifica per la finale a parallele che termina in settima posizione.
A fine anno partecipa alla Massilia Cup dove vince la medaglia d'oro nel concorso individuale.

### 2015: il passaggio all'Italia, Golden League, Assoluti
Nel suo ultimo anno da junior, viene tesserata per la nazionale italiana, insieme alla sorella Emma e alla sua amica e compagna di allenamenti Caterina Cereghetti. La sua prima competizione in Italia è la Golden League dove nonostante il Centro Sport Bollate non partecipi poiché è una competizione riservata alle prime quattro squadre di Serie A1, insieme ad altre ginnaste di interesse nazionale vengono date in prestito ai team partecipanti. Viene data in prestito alla Gal Lissone che vince la medaglia d'oro di squadra, individualmente nell'all-around finisce in dodicesima posizione, si classifica poi quinta pari merito con Tea Ugrin nella finale al volteggio, e quinta pari merito con Alessia Leolini nella finale al corpo libero
Viene poi convocata per partecipare ai campionati assoluti di Torino, individualmente finisce ottava (seconda tra le junior), si qualifica per la finale alla trave che termina in ottava posizione e per la finale alle parallele dove ottiene una medaglia d'argento pari merito con Giorgia Campana e dietro Martina Rizzelli.

### 2016: passaggio alla categoria senior, serie A2, assoluti
Prende parte a tutte e quattro le tappe della serie A2 vestendo il body del Centro Sport Bollate, insieme alla sorella Emma Grisetti, Deborah Salmina, Caterina Cereghetti. Svolge idegli ottimi esercizi soprattutto alle parallele il suo attrezzo di punta. Inoltre risulta essere la migliore nella classifica "virtuale" dell'evento nella prima, seconda e quarta tappa. La sua società si classifica al primo posto nella prima, seconda e quarta tappa, mentre arriva seconda nella terza tappa. Ottiene così la promozione in A1.
Viene convocata per gli assoluti di Torino, finisce l'all-around in quinta posizione, si qualifica per la finale a parallele che chiude ai piedi del podio.
A fine anno partecipa all'Abierto Mexicano che conclude in quarta posizione.

### 2017: Serie A1, Trofeo di Jesolo, Europei, Flanders International, Assoluti, Massilia Cup
Partecipa alla prima tappa di serie A con il Centro Sport Bollate insieme a Emma Grisetti, Caterina Cereghetti, Deborah Salmina e Micol Minotti. Svolge delle buone prestazioni e la sua squadra si piazza ai piedi del podio.
Partecipa al Trofeo Città di Jesolo, dove si piazza diciassettesima in classifica generale, ottava in finale alla trave e quinta con la squadra.
Partecipa alla seconda tappa di serie A, la sua squadra si posiziona nuovamente ai piedi del podio.
Viene convocata insieme a Lara Mori, Sofia Busato e Martina Maggio per gli europei di Cluji-Napoca in Romania, compete in tutti gli attrezzi e si qualifica per la finale all-around che termina in ventunesima posizione a causa di alcune imprecisioni tra trave e corpo libero e una condizione fisica non perfetta.
Nella terza tappa di Serie A a causa di diverse imprecisioni da parte di tutta la squadra, il Centro Sport Bollate termina la gara in decima posizione.
Partecipa poi alle Flanders International in Belgio e si aggiudica la medaglia d'oro nel concorso a squadre insieme a Elisa Meneghini, Francesca Noemi Linari, Desiree Carofiglio e Caterina Cereghetti. Si classifica poi in settima posizione nell'all-around (prima fra le italiane), viene poi chiamata a far parte della squadra mista junior e senior, dove l'Italia vince nuovamente la medaglia d'oro, contribuisce con parallele e trave.
A settembre viene convocata per gli assoluti di Perugia, finisce l'all-around in undicesima posizione, causa diversi errori tra trave e corpo libero, si qualifica per la finale a parallele che termina in quarta posizione pari merito con Erika Fasana.
Partecipa all'ultima tappa di serie A, la squadra chiude nuovamente ai piedi del podio. Non viene convocata per i mondiali di Montréal.
A novembre viene convocata per la Massilia Cup con Elisa Meneghini, Francesca Noemi Linari e Sara Berardinelli, l'Italia chiude ai piedi del podio, si qualifica per la finale a parallele dove vince la medaglia di bronzo.

### 2018: Serie A, Trofeo di Jesolo, Giochi del Mediterraneo
Partecipa alla serie A, durante la prima tappa la sua squadra arriva in seconda posizione dietro alla vincente Brixia di Brescia, durante la seconda tappa arriva nuovamente in seconda posizione, questa volta a pari merito con la GAL Lissone.
Partecipa al Trofeo città di Jesolo dove vince la medaglia di bronzo in squadra con Desiree Carofiglio, Lara Mori e Martina Basile, si qualifica inoltre per la finale a parallele che termina in settima posizione.
Partecipa alla terza e ultima tappa di Serie A dove Giada non porta un doppio avvitamento al volteggio e una buona trave,ma commette diversi errori tra corpo libero e parallele. La squadra finisce in quinta posizione nella classifica di giornata e in generale nella serie A 2018 il Centro sport Bollate si classifica terzo dietro alla Brixia e alla GAL.
Viene poi convocata dal direttore tecnico per un collegiale in preparazione ai Giochi del Mediterraneo di fine giugno, insieme a Lara Mori, Desiree Carofiglio, Caterina Cereghetti, Francesca Noemi Linari, Martina Maggio e Martina Basile.
Viene scelta per partecipare ai Giochi del Mediterraneo di Tarragona in Spagna, compete su tutti e quattro gli attrezzi contribuendo all'oro della squadra, si qualifica inoltre per tutte le finali tranne quella a volteggio non avendo presentato i due salti.
Il 25 giugno compete nella finale all-around che termina in quarta posizione.
Il 26 giugno compete nelle finali di specialità dove alle parallele termina quinta a causa di una caduta, alla trave vince la medaglia d'argento e termina il corpo libero in quarta posizione.
Viene convocata per i campionati italiani assoluti dove compete nell'all-around, porta in gara un avvitamento al volteggio, delle parallele dal alto tasso tecnico (5.7), ma commette una caduta, alla trave (5.4 il D-score) e ottiene 13.350 qualificandosi per la finale con il migliore punteggio, ed ottiene 11.200 al corpo libero, partecipa poi alle finali a parallele e trave,  in entrambe le finali commette delle imprecisioni che non le permettono di salire sul podio.
Viene convocata insieme a Caterina Cereghetti, Francesca Noemi Linari, Sofia Busato e Martina Basile, per gli europei di Glasgow, la Grisetti compete a trave e parallele, è proprio lei ad aprire l'europeo per l'Italia, svolge una buona trave con solo un piccolo sbilanciamento dall'Onodi, ma prontamente recuperato ed ottiene 12.833, svolge poi delle buone parallele con delle difficoltà al di sotto del suo standard, proprio al fine di minimizzare gli errori per cercare di agguantare la finale a squadre, la squadra italiana arriva in nona posizione, per pochissimo non accede quindi alla finale, ma nella giornata successiva, viene comunicato che il Belgio non prende parte alla finale a squadre, l'Italia accede quindi alla finale del sabato.
Ad Agosto durante gli allenamenti in preparazione per i mondiali di Doha si infortuna ad un gomito e perciò è costretta a fermare la sua preparazione per sottoporsi ad un intervento.

### 2019: Serie A, Korea Cup, Assoluti
Nel 2019 partecipa alla seconda e alla terza tappa di Serie A per il Centro Sport Bollate, in entrambe le tappe non compete mai al corpo libero. 
A giugno partecipa poi alla Korea Cup dove vince un bronzo al corpo libero. 
Viene poi convocata per i campionati italiani assoluti di Meda 2019, finisce l'all-around in settima posizione con 52.050 e si qualifica per le finali di specialità a parallele, trave e corpo libero. Alle parallele ottiene 13.300 finendo in quinta posizione, così come al corpo libero, alla trave termina invece in quarta posizione.

### 2020: Serie A
Partecipa alla Serie A con le compagne di squadra Erica Amato, Deborah Salmina, Letizia Saronni, Micol Minotti e Emma Grisetti, con un buon all-around: 13,400 al volteggio, 13,300 alle parallele, 13,350 alla trave e 13,100 al corpo libero aiuta la sua squadra a giungere fino alla seconda posizione dietro la Brixia, ma precedendo la Ginnica Giglio di Lara Mori.
Nella seconda tappa di Serie A partecipa sempre con il suo Centro Sport Bollate, dove grazie a delle buone prestazione riesce a far arrivare la squadra in quarta posizione e la Grisetti è nuovamente la terza miglior individualista dietro alla ginnasta della Fanfulla Desiree Carofiglio ed alla Brixiana Giorgia Villa.
È costretta poi a fermare i propri allenamenti a causa dell'emergenza coronavirus, ma il 4 maggio le viene dato il consenso a riprendere gli allenamenti nella palestra di Bollate insieme alle compagne Micol Minotti e Letizia Saronni, in quanto agoniste di interesse nazionale.

## Televisione
Ha partecipato da co-protagonista alla serie TV internazionale Sport Crime nei panni di se stessa.